# قائمة رؤساء الدول والحكومات الحاليين الذين زاروا إسرائيل خلال الحرب الفلسطينية الإسرائيلية 2023
زار عدد من القادة الأجانب إسرائيل خلال الحرب الفلسطينية الإسرائيلية عام 2023 ، واجتمعوا مع مسؤولين إسرائيليين وزاروا مناطق في جميع أنحاء البلاد. تشمل هذه القائمة فقط رؤساء الدول والحكومات الذين زاروا إسرائيل أثناء خدمتهم كرئيس دولة أو حكومة.

## القائمة

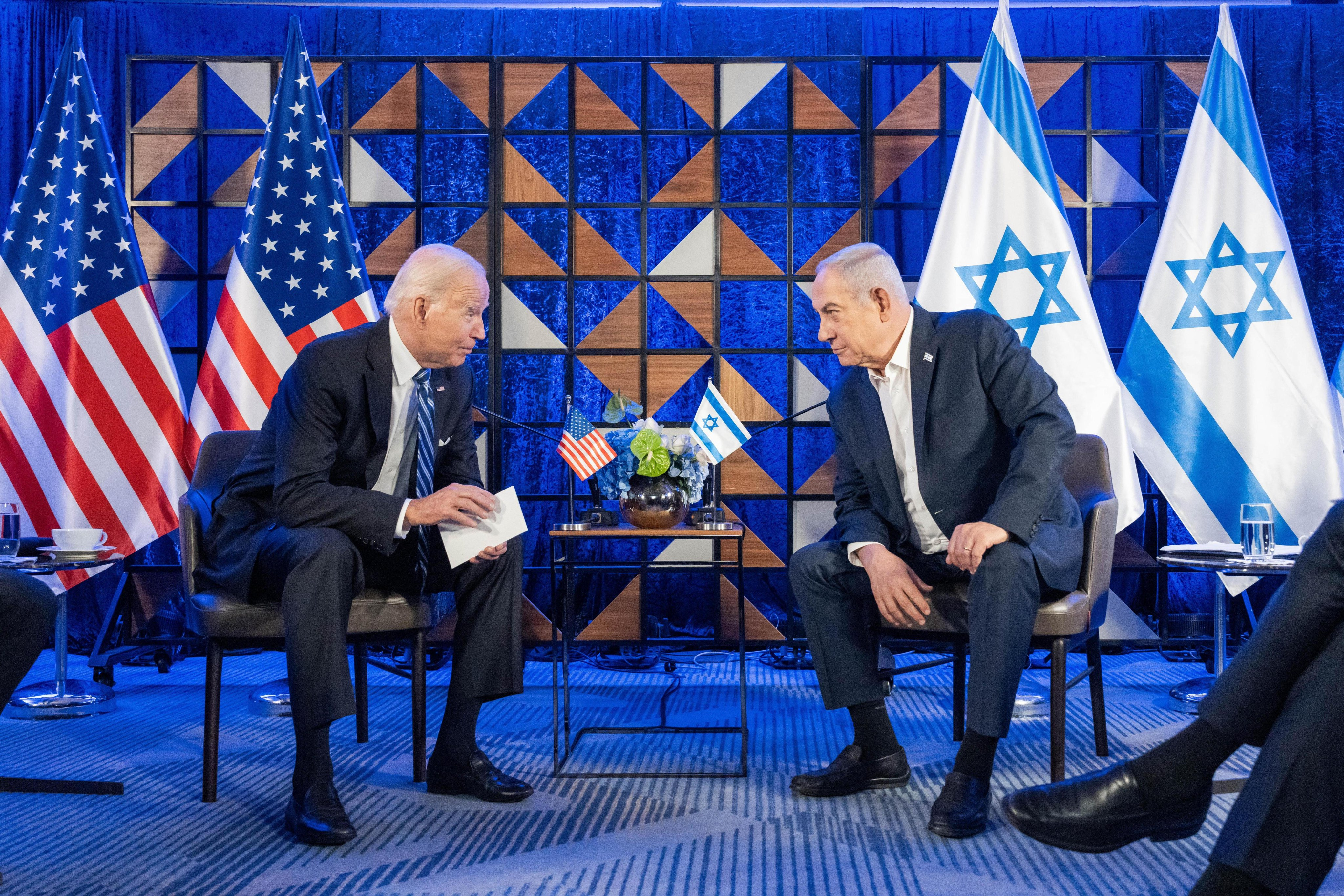
التقي الرئيس جو بايدن برئيس الوزراء الإسرائيلي بنيامين نتنياهو في 18 أكتوبر 2023

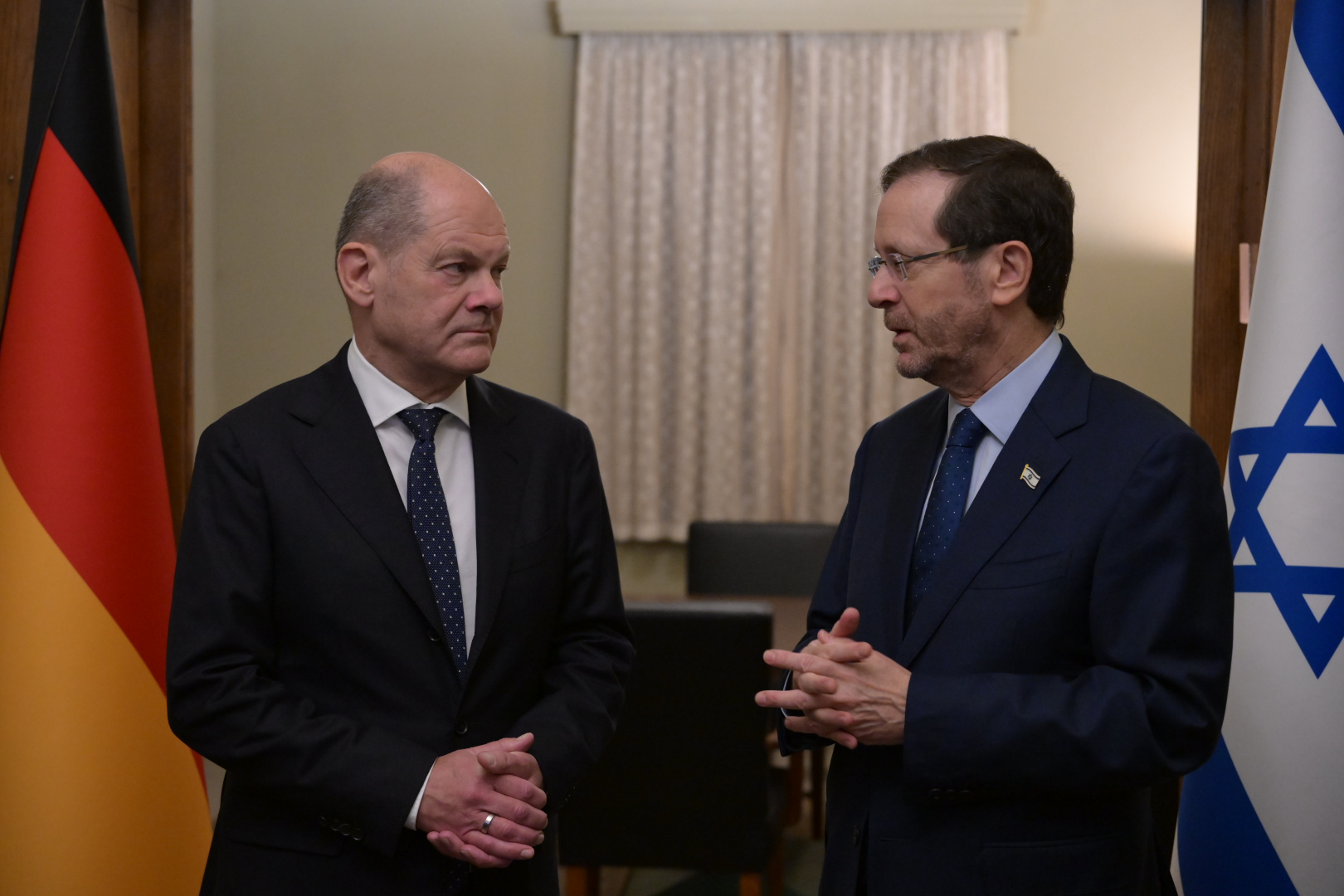
المستشار الألماني أولاف شولتس يلتقي بالرئيس الإسرائيلي إسحاق هرتسوغ في 17 أكتوبر 2023

| ولاية            | رئيس الدولة و/أو الحكومة | تاريخ (تواريخ) الزيارة (الزيارات) | تفاصيل الزيارة (الزيارات) | مراجع |
| ---------------- | ------------------------ | --------------------------------- | ------------------------- | ----- |
| رومانيا          | مارسيل سيولاكو           | 17 أكتوبر 2023                    |                           | [ 1 ] |
| ألمانيا          | أولاف شولتس              | 17 أكتوبر 2023                    |                           | [ 2 ] |
| الولايات المتحدة | جو بايدن                 | 18 أكتوبر 2023                    |                           | [ 3 ] |
| المملكة المتحدة  | ريشي سوناك               | 19 أكتوبر 2023                    |                           | [ 4 ] |
| إيطاليا          | جورجيا ميلوني            | 21 أكتوبر 2023                    |                           | [ 5 ] |
| قبرص             | نيكوس خريستودوليدس       | 21 أكتوبر 2023                    |                           | [ 6 ] |
| اليونان          | كيرياكوس ميتسوتاكيس      | 23 أكتوبر 2023                    |                           | [ 7 ] |
| هولندا           | مارك روتي                | 23 أكتوبر 2023                    |                           | [ 8 ] |

### مخطط لها
| ولاية | رئيس الدولة و/أو الحكومة | تاريخ (تواريخ) الزيارة (الزيارات) | تفاصيل الزيارة (الزيارات) | مراجع |
| ----- | ------------------------ | --------------------------------- | ------------------------- | ----- |
| فرنسا | إيمانويل ماكرون          | 24 أكتوبر 2023                    |                           | [ 9 ] |